# Torino Women ASD
Associazione Calcio Femminile Torino – włoski klub piłki nożnej kobiet, mający siedzibę w mieście Turyn, na północy kraju.

## Historia
Chronologia nazw:
- 1981: A.C.F. Juve Piemonte
- 1981: A.C.F. Virgilio Maroso
- 1985: A.C.F. Maroso Torino
- 1985: A.C.F. Torino S.I.E.M. Venaria
- 1987: A.C.F. Torino
- 1988: Torino C.F.
- 1989: Torino C.F. Univer
- 1990: Torino C.F.
- 1992: Torino C.F. Beretta Salumi
- 1993: Torino C.F.
- 1996: Torino C.F. Savcam Renaul
- 1997: Torino C.F.
- 2000: A.C.F. Torino Gan Italia 645
- 2002: A.C.F. Torino

Klub piłkarski A.C.F. Juve Piemonte został założony we wrześniu 1981 roku. Wkrótce jednak został przemianowany na A.C.F. Virgilio Maroso. Najpierw zespół występował w rozrywkach lokalnych (Serie D Piemont). W ciągu czterech lat awansował do Serie A. W 1985 klub przeniósł się do Turynu, a w 1988 zmienił nazwę na Torino Calcio Femminile po uzyskaniu zgody z Torino Calcio o upoważnienie dla klubu do używania godła i barw. W sezonie 1985/86 zespół zajął drugie miejsce w grupie A Serie B i awansował do Serie A. Od 1986 "granatowi" na długo zadomowiły się w najwyższej klasie. Okres największej wielkości klubu nastąpił w pierwszych latach nowego tysiąclecia, gdy trzykrotnie zdobywał medale różnych gatunków. W sezonie 2012/13 zajął ostatnie 16.miejsce i spadł do Serie B.

## Stadion
Klub rozgrywa swoje mecze domowe na stadionie Primo Nebiolo w Turynie, który może pomieścić 7200 widzów.

## Sukcesy

### Trofea międzynarodowe
Nie uczestniczył w rozgrywkach europejskich (stan na 01-01-2017).

### Trofea krajowe
- Serie A (I poziom):
  - wicemistrz (2): 1993/94, 2006/07
  - 3.miejsce (4): 1995/96, 1996/97, 2004/05, 2005/06

- Serie B (II poziom):
  - wicemistrz (1): 1985/86 (grupa A)

- Puchar Włoch:
  - finalista (1): 2006/07

- Campionato Primavera:
  - mistrz (4): 2005/06, 2006/07, 2010/11, 2011/12

## Piłkarki
| Nr | Poz. | Piłkarz               |
| -- | ---- | --------------------- |
|    | BR   | Chiara Liberti        |
|    | BR   | Bianca Mihaela Raicu  |
|    | BR   | Ilaria Carlotta Steri |
|    | OB   | Brigitta Aghem        |
|    | OB   | Elena Di Piero        |
|    | OB   | Laura Lupi            |
|    | OB   | Giada Nicco           |
|    | OB   | Carlotta Rinero       |
|    | OB   | Paola Schirru         |

| Nr | Poz. | Piłkarz              |
| -- | ---- | -------------------- |
|    | PO   | Rebecca Gonnet       |
|    | PO   | Sara Malara          |
|    | PO   | Federica Oberoffer   |
|    | NA   | Laura Barberis       |
|    | NA   | Maria Teresa Bonanno |
|    | NA   | Giulia Crisantino    |
|    | NA   | Erika Ponzio         |
|    | NA   | Giulia Tamburini     |
|    | NA   | Martina Toniolo      |